# St John’s Priory (Kilkenny)

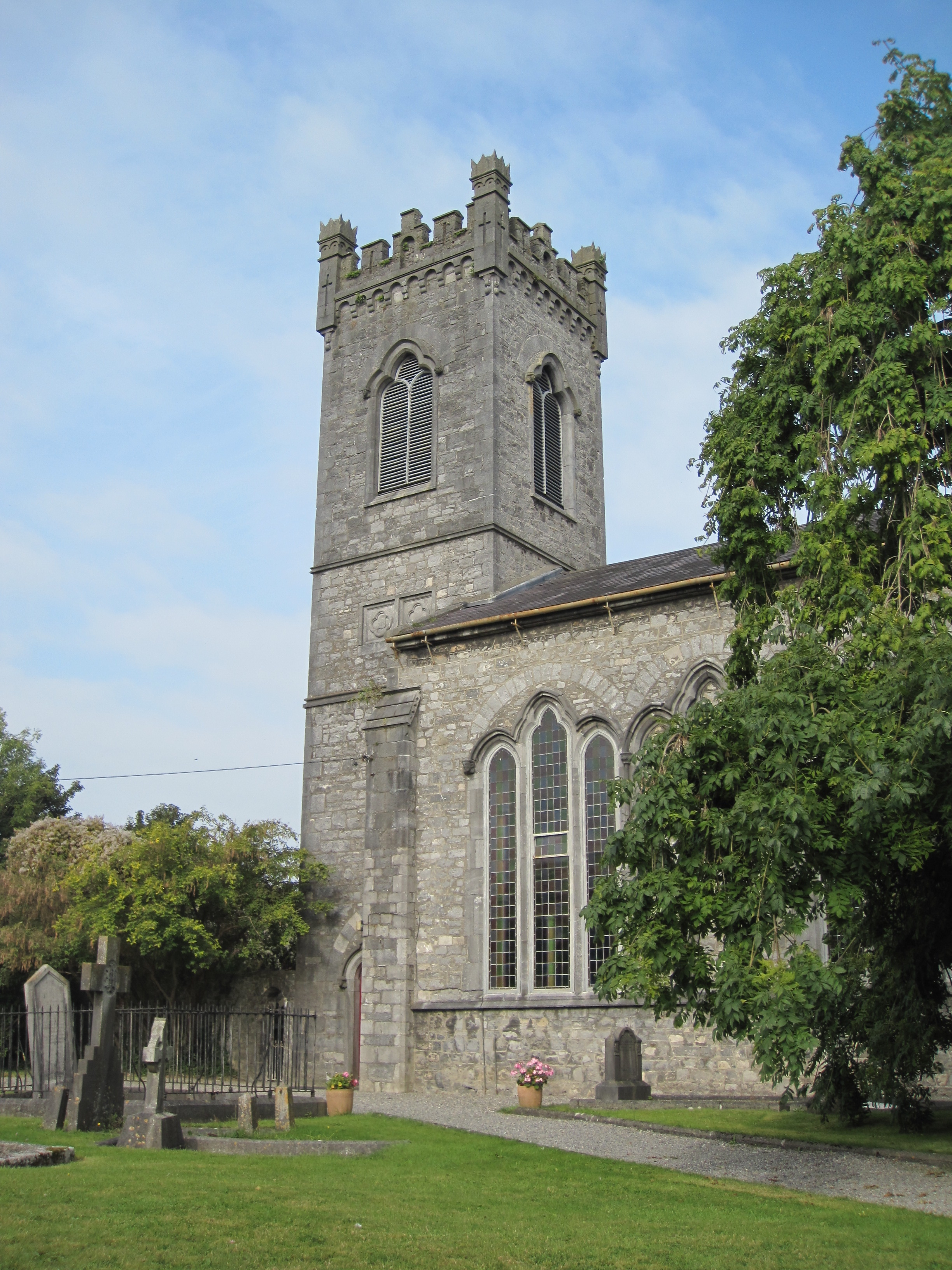
St. John’s Priory, Kilkenny

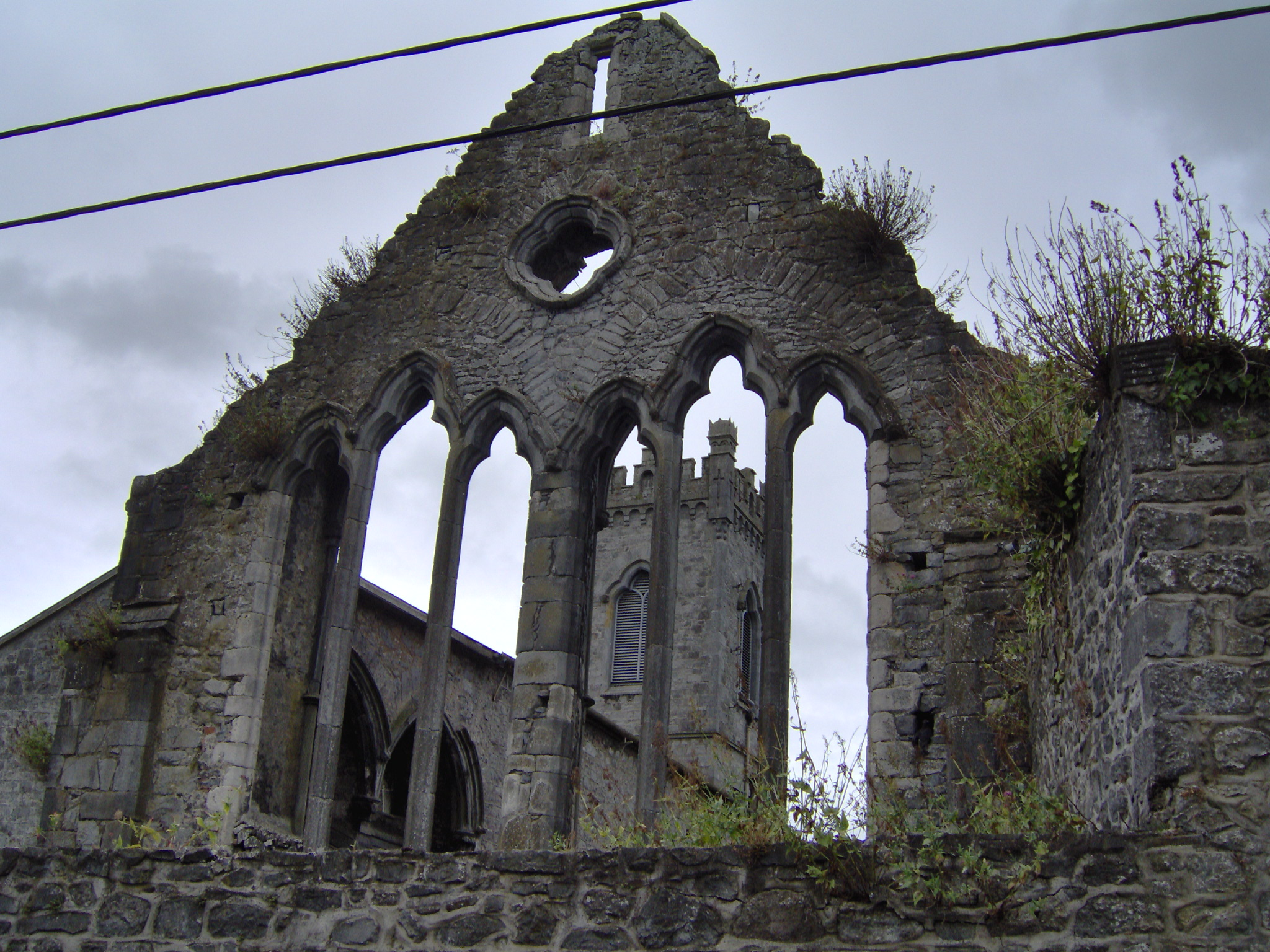
Das Chorhaupt des früheren Langhauses

St John’s Priory ist eine frühere Prioratskirche eines Augustiner-Chorherrenstifts in Kilkenny in der gleichnamigen Grafschaft in Irland. Das Kirchengebäude gehört heute zur anglikanischen Church of Ireland und ist nicht mit der direkt benachbarten römisch-katholischen Kirche St. John’s zu verwechseln.

## Geschichte
Das Priorat mit zugehörigem Hospital wurde durch William Marshall im ersten Viertel des 13. Jahrhunderts für augustinische Regularkanoniker gestiftet und Johannes dem Evangelisten geweiht. Die Aufhebung des Konvents erfolgte im Zuge der Reformation im Jahr 1540. Bereits 1541 wurde die Kirche als Pfarrkirche bezeichnet.
Das um 1250 entstandene Langhaus der gotischen Prioratskirche wurde 1780 großteils zerstört, als Platz für Gebäude der britischen Armee benötigt wurde. Beachtlich sind die erhaltenen Chorfenster, die eine Paarung von zwei Dreifenstergruppen darstellen. Als anglikanischer Kirchenraum wird die ursprüngliche Marienkapelle des Chorherrenstifts aus dem 13. und 14. Jahrhundert, die sogenannte Lady Chapel, genutzt. Sie wurde 1817 dafür hergerichtet. Ihre ursprüngliche reiche Beleuchtung aus fünf Dreifenstergruppen wurde durch Vermauerung auf drei sowie auf das dreibahnige Ostfenster reduziert.